# Gaj
Gaj är ett samhälle i Bosnien och Hercegovina. Det ligger i entiteten Republika Srpska, i den östra delen av landet, 90 km öster om huvudstaden Sarajevo. Gaj ligger 484 meter över havet och antalet invånare är 253.
Terrängen runt Gaj är lite bergig. Runt Gaj är det ganska tätbefolkat, med 104 invånare per kvadratkilometer.. Närmaste större samhälle är Abdulići, 12,6 km norr om Gaj.
I omgivningarna runt Gaj växer i huvudsak lövfällande lövskog.